# Due Carrare
Due Carrare é uma comuna italiana da região do Vêneto, província de Pádua, com cerca de 8.167 habitantes. Estende-se por uma área de 26,63 km², tendo uma densidade populacional de 312 hab/km². Faz fronteira com Abano Terme, Battaglia Terme, Cartura, Maserà di Padova, Montegrotto Terme, Pernumia.

## Demografia
| Variação demográfica do município entre 1861 e 2011                               |
|                                                                                   |
| Fonte: Istituto Nazionale di Statistica (ISTAT) - Elaboração gráfica da Wikipedia |